# تحالف من أجل بنية تحتية مقاومة للكوارث

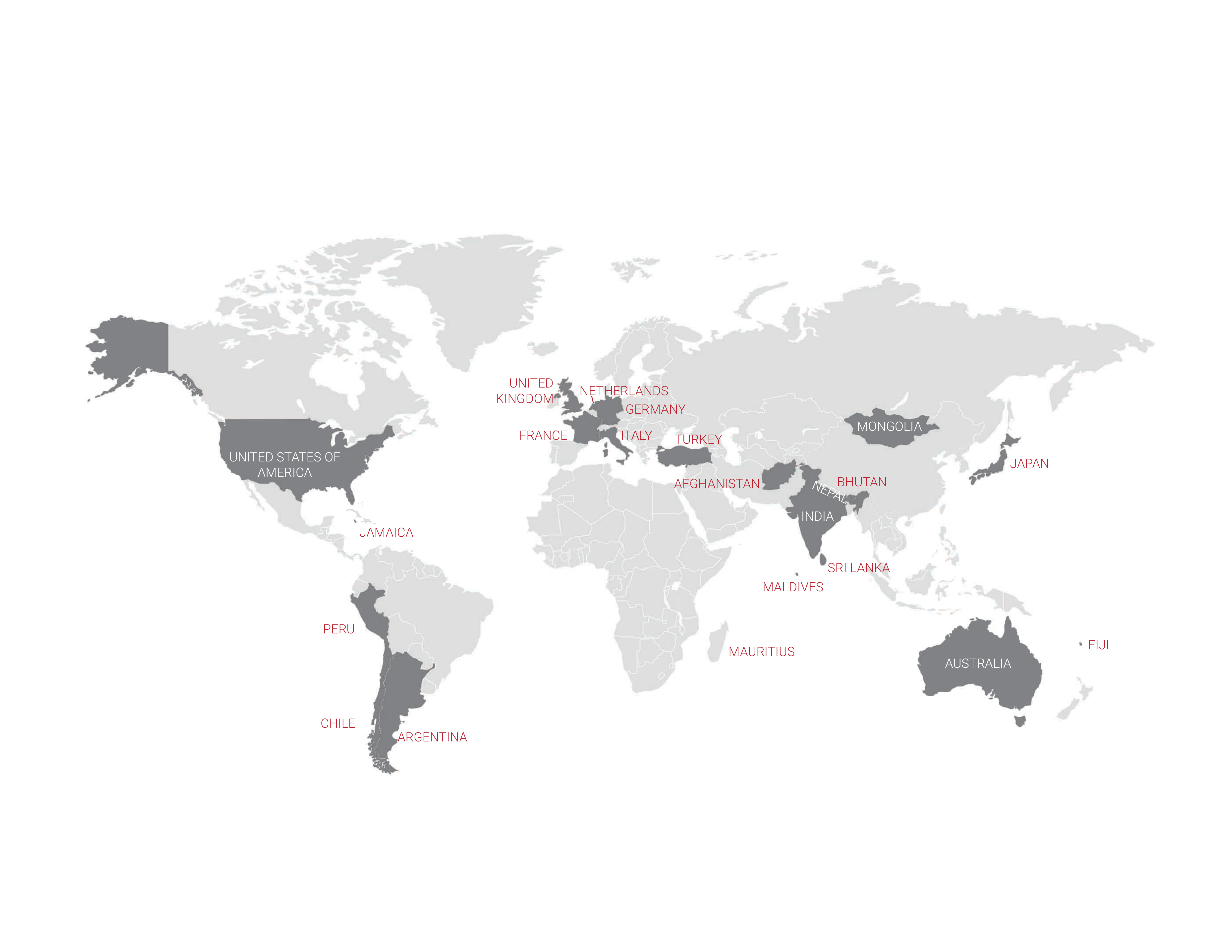
دول الأعضاء في (سي دي آر آي) التحالف من أجل بنية تحتية مقاومة للكوارث في خريطة العالم

التحالف من أجل بنية تحتية مقاومة للكوارث (سي دي آر آي) هو تحالف دولي يضم دولًا، ووكالات الأمم المتحدة (يو إن)، وبنوك التنمية متعددة الأطراف، ومؤسسات من القطاع الخاص ومؤسسات أكاديمية، ويهدف إلى تعزيز مقاومة البنية التحتية للكوارث. يتمثل هدفه في تعزيز البحث وتبادل المعرفة في مجالات إدارة مخاطر البنية التحتية، ومعاييرها، وتمويلها وآليات التعافي منها. أطلقه رئيس الوزراء الهندي ناريندرا مودي في قمة الأمم المتحدة للعمل المناخي لعام 2019 في سبتمبر 2019.
ينصرف التركيز الأولي للتحالف إلى تطوير مقاومة البنى التحتية البيئية والاجتماعية والاقتصادية الكوارث. ويهدف إلى إحداث تغييرات جوهرية في أطر السياسات والاستثمارات المستقبلية في البنى التحتية للبلدان الأعضاء، إلى جانب تخفيض الخسائر الاقتصادية التي تسببها الكوارث إلى أقصى حد.

## موافقة مجلس الوزارء
وافق رئيس الوزراء مودي على اقتراح تأسيس التحالف في 13 أغسطس 2019، وبعد ذلك وافق مجلس وزراء الاتحاد في 28 أغسطس 2019. تعهدت حكومة الهند أيضًا بتقديم دعم المالي يبلغ 480 كرور روبية (67 مليون دولار أمريكي) لمجموعات التحالف. وحددت أن الموارد المالية المطلوبة لأغراض البحث ستوفر من ميزانية المجلس الوطني للنباتات الطبية بوزارة الأيورفيدا واليوجا والمداوة الطبيعية والطب اليوناني والسيدا والمعالجة المثلية (أيوش). حُدد مقر الهيئة الوطنية لإدارة الكوارث في منطقة صفدر جنك في نيودلهي كموقع للأمانة المؤقتة للتحالف. وكلفت الهيئة الوطنية لإدارة الكوارث بمهمة إعداد مذكرة ولوائح التحالف. نظمت بوابة MyGov.in الإلكترونية مسابقات لتصميم رمز وشعار التحالف بجوائز نقدية بلغت 100,000 روبية (1400 دولار أمريكي) و50,000 روبية (700 دولار أمريكي) على التوالي.

## الإطلاق
أطلق مودي التحالف رسميًا في قمة الأمم المتحدة للعمل المناخي لعام 2019 في نيويورك في 23 سبتمبر 2019. ووصفه بأنه «نهج عملي وخريطة طريق» نحو التخفيف من آثار تغير المناخ، مضيفًا أن «أوقية ممارسة أفضل من طن وعظ». شاركت 12 دولة في حفل الإطلاق إلى جانب الهند: أستراليا، وبوتان، وفيجي، وإندونيسيا، وإيطاليا، واليابان، وجزر المالديف، والمكسيك، ومنغوليا، ورواندا، وسريلانكا والمملكة المتحدة. ودعم البنك الدولي والصندوق الأخضر للمناخ عملية الإطلاق.
قال سيد أكبر الدين، الممثل الدائم للهند لدى الأمم المتحدة، إن الهند تريد تعزيز قدرتها على عقد اجتماعات مع دول متنوعة جغرافيًا واقتصاديًا «للعمل في جميع المجالات ولإحضار مجموعة من الدول المستعدة لمعالجة قضايا البنية التحتية إلى طاولة المفاوضات». ووصفت مامي ميزوتوري، الممثلة الخاصة للأمين العام للحد من مخاطر الكوارث، التحالف بأنه «مبادرة تحويلية»، مضيفةً أن البنية التحتية المقاومة للكوارث «حاسمة» لتقليل الخسائر الاقتصادية بشكل كبير. وأشارت إلى أن هذه الخسائر المتكررة تضعف جهود القضاء على الفقر وتحقيق التنمية المستدامة.
استضافت الحكومة الهندية ومكتب الأمم المتحدة للحد من مخاطر الكوارث حدثًا بعنوان «البنية التحتية المقاومة: مفتاح نجاح خطة التنمية المستدامة لعام 2030»، إذ قال وزير البيئة والغابات وتغير المناخ الهندي، براكاش جافاديكار، إن التحالف يعد «مبادرة تجمع بين البلدان المتقدمة والنامية، والدول الجزرية الصغيرة، والبلدان غير الساحلية، والبلدان ذات أنظمة البنية التحتية المتقدمة، والبلدان التي تعاني من عجز كبير في البنية التحتية».

## الأهمية الدبلوماسية
يعد التحالف من أجل بنية تحتية مقاومة للكوارث التحالف الرئيسي الثاني الذي تطلقه الهند خارج الأمم المتحدة، وكان الأول هو التحالف الدولي للطاقة الشمسية. يعتبر كلاهما محاولات هندية للحصول على دور قيادي عالمي في مسائل تغير المناخ، ووصفهما وزير الشؤون الخارجية الهندي، سوبرامانيام جايشانكار، في محاضرة رامنات غوينكا الرابعة في نوفمبر 2019، بأنهما من أقوى العلامات المميزة للهند. وذكرهما في مقابلة مع إنديا توداي، لإثبات «رغبة الهند العظيمة في إشراك العديد من الجهات الفاعلة» بقيادة مودي.
قالت سريرام شوليا، عميد كلية جيندال للشؤون الدولية بجامعة أو. بّي جيندال الدوالية، إنه يمكن للهند واليابان، بخبرتهما المشتركة في إدارة الكوارث، استخدام التحالف لتوفير بديل أكثر أمانًا لمبادرة الحزام والطريق الصينية (بي آر آي). تعد مبادرة الحزام والطريق مبادرة لإنشاء وتمويل البنية التحتية على عكس التحالف، الذي يعد منصة دولية للمعرفة.